# Ерік Дамп'єр
Ерік Травез Дамп'єр (англ. Erick Travez Dampier, нар. 14 липня 1975, Джексон, Міссісіпі, США) — американський професіональний баскетболіст, що грав на позиції центрового за низку команд НБА.

## Ігрова кар'єра
Починав грати у баскетбол у команді старшої школи округу Лоренс (Монтіселло, Міссісіпі). Двічі приводив школу до чемпіонства штату. На університетському рівні грав за команду Міссіссіппі Стейт (1993–1996), якій допоміг дійти до Фіналу чотирьох турніру NCAA. 
1996 року був обраний у першому раунді драфту НБА під загальним 10-м номером командою «Індіана Пейсерз». За один сезон в своїй першій команді НБА зіграв 72 матчі, в яких набирав 5,1 очка та 4,1 підбирання.
12 серпня 1997 року разом Дуейном Ферреллом був обміняний до складу «Голден-Стейт Ворріорс» на Кріса Малліна. Наступні сім років провів як основний центровий команди, а найбільш продуктивним виявився сезон 2003-2004, коли він набирав 12,3 очка та 12 підбирань за гру.
2004 року перейшов до «Даллас Маверікс», у складі якої провів наступні 6 сезонів своєї кар'єри. 2006 допоміг команді дійти до фіналу НБА, де перемогу святкували «Маямі Гіт».
13 липня 2010 року був обміняний до «Шарлотт Бобкетс», але 14 вересня був відрахований зі складу команди.
Наступною командою в кар'єрі гравця була «Маямі Гіт», за яку він відіграв один сезон. 2011 року разом з «Гіт» дійшов до фіналу НБА, де перемогу святкували «Даллас Маверікс».
Останньою ж командою в кар'єрі гравця стала «Атланта Гокс», до складу якої він приєднався 9 лютого 2012 року і за яку відіграв решту сезону.

## Статистика виступів в НБА

### Регулярний сезон
| Сезон             | Команда                 | GP  | GS  | MPG  | FG%  | 3P%   | FT%  | RPG  | APG | SPG | BPG | PPG  |
| ----------------- | ----------------------- | --- | --- | ---- | ---- | ----- | ---- | ---- | --- | --- | --- | ---- |
| 1996–97           | «Індіана Пейсерз»       | 72  | 21  | 14.6 | .390 | 1.000 | .637 | 4.1  | .6  | .3  | 1.0 | 5.1  |
| 1997–98           | «Голден-Стейт Ворріорс» | 82  | 82  | 32.4 | .445 | .000  | .669 | 8.7  | 1.1 | .5  | 1.7 | 11.8 |
| 1998–99           | «Голден-Стейт Ворріорс» | 50  | 50  | 28.3 | .389 | .000  | .588 | 7.6  | 1.1 | .5  | 1.2 | 8.8  |
| 1999–00           | «Голден-Стейт Ворріорс» | 21  | 12  | 23.6 | .405 | .000  | .529 | 6.4  | .9  | .4  | .7  | 8.0  |
| 2000–01           | «Голден-Стейт Ворріорс» | 43  | 26  | 24.1 | .401 | .000  | .532 | 5.8  | 1.4 | .4  | 1.3 | 7.4  |
| 2001–02           | «Голден-Стейт Ворріорс» | 73  | 46  | 23.8 | .435 | .000  | .645 | 5.3  | 1.2 | .2  | 2.3 | 7.6  |
| 2002–03           | «Голден-Стейт Ворріорс» | 82  | 82  | 24.1 | .496 | .000  | .698 | 6.6  | .7  | .3  | 1.9 | 8.2  |
| 2003–04           | «Голден-Стейт Ворріорс» | 74  | 74  | 32.5 | .535 | .000  | .654 | 12.0 | .8  | .4  | 1.9 | 12.3 |
| 2004–05           | «Даллас Маверікс»       | 59  | 56  | 27.3 | .550 | .000  | .605 | 8.5  | .9  | .3  | 1.4 | 9.2  |
| 2005–06           | «Даллас Маверікс»       | 82  | 36  | 23.6 | .493 | .000  | .591 | 7.8  | .6  | .3  | 1.3 | 5.7  |
| 2006–07           | «Даллас Маверікс»       | 76  | 73  | 25.2 | .626 | .000  | .623 | 7.4  | .6  | .3  | 1.1 | 7.1  |
| 2007–08           | «Даллас Маверікс»       | 72  | 64  | 24.4 | .643 | .000  | .575 | 7.5  | .9  | .3  | 1.5 | 6.1  |
| 2008–09           | «Даллас Маверікс»       | 80  | 80  | 23.0 | .650 | .000  | .638 | 7.1  | 1.0 | .3  | 1.2 | 5.7  |
| 2009–10           | «Даллас Маверікс»       | 55  | 47  | 23.3 | .624 | .333  | .604 | 7.3  | .6  | .3  | 1.4 | 6.0  |
| 2010–11           | «Маямі Гіт»             | 51  | 22  | 16.0 | .584 | .000  | .545 | 3.5  | .4  | .3  | .9  | 2.5  |
| 2011–12           | «Атланта Гокс»          | 15  | 0   | 5.5  | .125 | .000  | .000 | 1.7  | .3  | .1  | .3  | .1   |
| Усього за кар'єру | Усього за кар'єру       | 987 | 771 | 24.3 | .498 | .125  | .626 | 7.1  | .8  | .3  | 1.4 | 7.4  |

### Плей-оф
| Сезон             | Команда           | GP | GS | MPG  | FG%  | 3P%  | FT%  | RPG | APG | SPG | BPG | PPG |
| ----------------- | ----------------- | -- | -- | ---- | ---- | ---- | ---- | --- | --- | --- | --- | --- |
| 2005              | «Даллас Маверікс» | 13 | 13 | 23.7 | .597 | .000 | .393 | 7.5 | .5  | .5  | 1.4 | 7.0 |
| 2006              | «Даллас Маверікс» | 19 | 2  | 23.9 | .540 | .000 | .614 | 6.7 | .3  | .6  | 1.3 | 5.0 |
| 2007              | «Даллас Маверікс» | 5  | 2  | 7.6  | .667 | .000 | .500 | 3.4 | .2  | .0  | .0  | 1.0 |
| 2008              | «Даллас Маверікс» | 5  | 5  | 19.0 | .412 | .000 | .400 | 4.2 | .0  | .2  | .6  | 3.6 |
| 2009              | «Даллас Маверікс» | 10 | 10 | 25.5 | .611 | .000 | .619 | 6.1 | .7  | .4  | .9  | 5.7 |
| 2010              | «Даллас Маверікс» | 5  | 4  | 23.6 | .000 | .000 | .417 | 6.6 | .6  | .2  | 1.0 | 1.0 |
| 2012              | «Атланта Гокс»    | 4  | 0  | 13.8 | .538 | .000 | .667 | 3.5 | .0  | .0  | .3  | 4.0 |
| Усього за кар'єру | Усього за кар'єру | 61 | 36 | 21.7 | .541 | .000 | .525 | 6.1 | .4  | .4  | 1.0 | 4.7 |